# Heinkel HD 44
Die Heinkel HD 44 ist ein deutsches Experimentalflugzeug, das in den 1920er Jahren von den Ernst Heinkel Flugzeugwerken in Warnemünde entwickelt wurde und ein Einzelstück blieb. Das Kürzel HD steht für „Heinkel Doppeldecker“.

## Entwicklung
Die HD 44 wurde von der DVL in Berlin-Adlershof in Auftrag gegeben und sollte als Erprobungsträger für Flugmotoren dienen. Das einzige gebaute Exemplar mit der Werknummer 332 wurde 1929 entwickelt und fertiggestellt. Es wurde als HD 44a bezeichnet und im Mai 1930 mit dem Kennzeichen D–1762 zugelassen. Über die nachfolgende Verwendung als „Motorversuchsflugzeug“ ist nicht viel bekannt; nach Angaben in den Druckmedien dieser Zeit sollen damit Antriebe von 300 bis 1200 PS sowohl luft- als auch flüssigkeitsgekühlter Bauart getestet worden sein. Nach Ausbau der Messeinrichtungen konnte die HD 44 auch als Transportflugzeug für kleinere Güter genutzt werden.

## Aufbau
Die HD 44 ist ein verspannter Doppeldecker in Gemischtbauweise. Der Rumpf besteht aus einem geschweißten Stahlrohrgerüst, vom Motor bis zur Pilotenkabine mit Leichtmetall beplankt und im übrigen Teil mit Stoff bespannt. Hinter dem Brandschott schließt sich der Frachtraum von 2,7 m  Länge und 1,8 m Höhe zur Aufnahme der Messgeräte und des Bedienpersonals an. Dahinter folgt die Besatzungskabine, unter der sich ein zusätzlicher kleiner Frachtraum befindet. Das Tragwerk wird aus den stark gestaffelten Ober- und Unterflügeln unterschiedlicher Spannweite, die mit N-Stielen verbunden sind, gebildet. Die Tragflächen bestehen aus einem Holzgerüst mit zwei Kastenholmen, zwischen denen sich Sperrholzschubplatten befinden. Die Flügelvorderkante ist aus Sperrholz gefertigt, der Rest ist mit Stoff bespannt. Alle Flügel sind mit durch Stoßstangen verbundenen Querrudern versehen. Das Normalleitwerk besteht aus einem mit Stoff bespannten Metallgerüst, die Höhenflosse ist zum Rumpf hin mit I-Streben abgestützt und im Flug verstellbar, die Seitenflosse nur am Boden. Das Fahrwerk ist nicht einziehbar gehalten und besteht aus den durch eine Achse miteinander verbundenen Haupträdern großer Spurbreite mit Gummiseilfederung und einem Schleifsporn am Heck.

## Technische Daten
| Kenngröße                                | Daten                                                                         |
| ---------------------------------------- | ----------------------------------------------------------------------------- |
| Besatzung                                | 2                                                                             |
| Passagiere                               | 2–6                                                                           |
| Länge                                    | 12,20 m                                                                       |
| Spannweite                               | oben 17,60 m unten 15,15 m                                                    |
| Höhe                                     | 4,6 m                                                                         |
| Flügelfläche                             | 75,5 m²                                                                       |
| V-Stellung                               | oben 2,2° unten 4,4°                                                          |
| Leermasse                                | 2050 kg                                                                       |
| Zuladung                                 | 1070 kg als Versuchsflugzeug 1570 kg als Frachtflugzeug                       |
| Startmasse                               | 3120 kg als Versuchsflugzeug 3620 kg als Frachtflugzeug                       |
| Antrieb                                  | ein flüssigkeitsgekühlter Zwölfzylinder-Viertakt-V-Motor                      |
| Typ                                      | BMW VI 5,5 ZU                                                                 |
| Startleistung Nennleistung Dauerleistung | 650 PS (478 kW) 610 PS (449 kW) am Boden 500 PS (368 kW) in 700 m Höhe        |
| Kraftstoffvolumen                        | 550 l                                                                         |
| Höchstgeschwindigkeit                    | 206 km/h in Bodennähe                                                         |
| Reisegeschwindigkeit                     | 180 km/h                                                                      |
| Landegeschwindigkeit                     | 77 km/h                                                                       |
| Steiggeschwindigkeit                     | 6,0 m/s                                                                       |
| Steigzeit                                | 2,8 min auf 1000 m 6,2 min auf 2000 m 10,5 min auf 3000 m 16,4 min auf 4000 m |
| Gipfelhöhe                               | 5500 m                                                                        |
| Reichweite                               | 1040 km (optimal)                                                             |